# تروان‌اشتاین
شهر تروان‌اشتاین (به آلمانی: Traunstein) در استان بایرن در کشور آلمان واقع شده‌است.